# Birira-See
Der Birira-See liegt im Sektor Rukumberi im Westen des Distrikts Ngoma und in der Ostprovinz von Ruanda.

## Geographie
Der Birira-See hat eine Fläche von 5,4 km². Direkt westlich verläuft von Nordwesten nach Südosten der Nyabarongo. Der Birira-See liegt auf einer Höhe von rund 1350 m und ist Teil einer Gruppe flacher Seen, die sich in einem Sumpfkomplex befinden. Der größte dieser ist der nordöstlich des Birira-Sees liegende Mugesera-See. Die Wassertemperaturen in den Seen liegen bei etwa 24 bis 26 °C. Der Wasserstand steigt während der zweimal jährlich auftretenden Regenzeit um ein bis zwei Meter. Die maximale Tiefe liegt für den Birira-See bei 6,5 m.

## Flora und Fauna
Am Ufer wachsen Senegalesische Dattelpalmen (Phoenix reclinata) und die Hühnerhirsenart Echinochloa pyramidalis. Krokodile und Fleckenhalsotter kommen im See vor, sind aber selten.

## Fischerei
Die Fischerei am Birira-See wird reguliert. 1975 lag die jährliche Fangmenge bei rund 70 Tonnen. Stand 2011 wurde 14 Booten mit je einem Netz das Fischen erlaubt.